# Teodors Sukatnieks
Teodors Sukatnieks (ur. 19 maja 1894 w Windawie, zm. między 1941 a 1944 w Swierdłowsku) – łotewski lekkoatleta, olimpijczyk. Reprezentant klubów Uniona Ventspils, Ventspils Spars, SSS.

## Życiorys
Specjalizował się głównie w rzucie dyskiem, choć sukcesy odnosił również w innych konkurencjach lekkoatletycznych. Wystąpił w rzucie dyskiem na  
igrzyskach olimpijskich w 1924 w Paryżu, gdzie zajął w eliminacjach 21. miejsce z wynikiem 35,985 m i nie awansował do finału.
Był mistrzem Rosji w rzucie dyskiem w 1913 i 1914. Trzykrotnie poprawiał rekord Rosji w tej konkurencji do wyniku 41,15 m. uzyskanego 24 lipca 1914 w Rydze.
Zdobył mistrzostwo Łotwy w rzucie dyskiem w latach 1921– 1923, w rzucie ciężarem w 1920, w sztafecie 4 × 100 metrów w 1921 i w skoku o tyczce w 1923. 15 razy poprawiał rekordy Łotwy w tych konkurencjach.
Zmarł lub zginął w radzieckim obozie między 1941 a 1944.
Rekordy życiowe: rzut dyskiem – 45,30 m (1926), pchnięcie kulą – 13,07 m (1922), skok o tyczce – 3,47 m (1927).